# Ermida de Jesus, Maria, José (Urzelina)

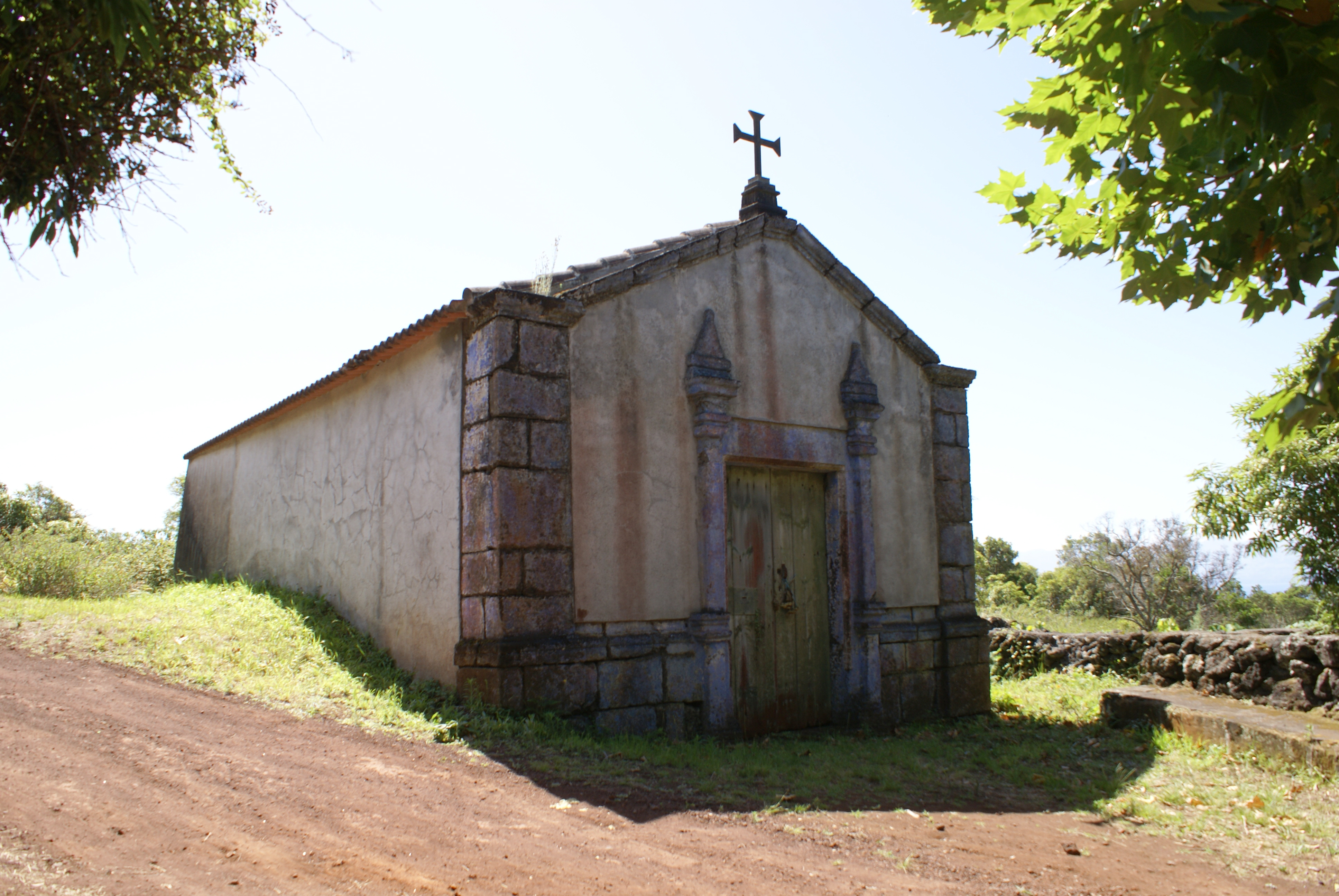
Ermida de Jesus, Maria, José. Urzelina.

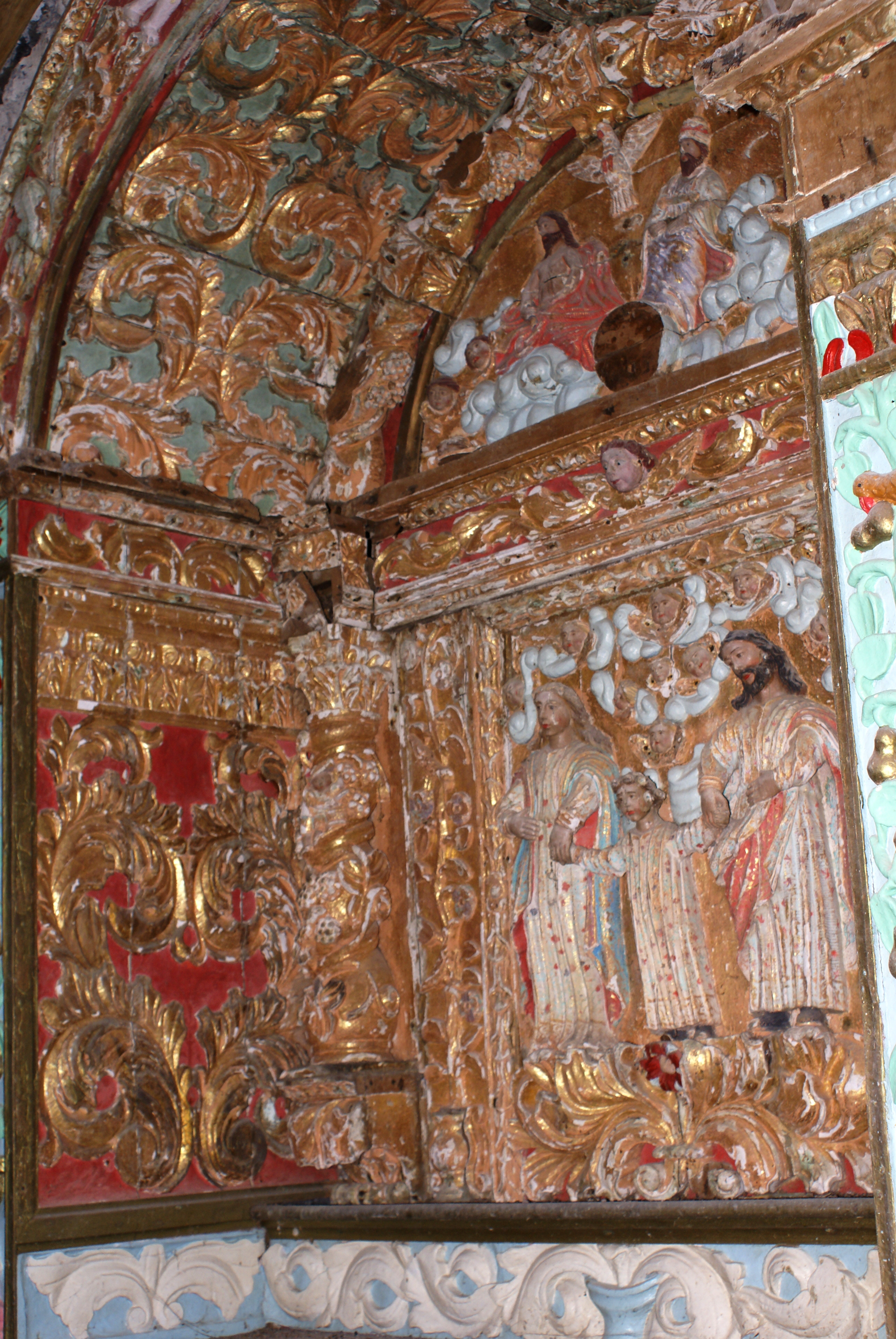
Ermida de Jesus, Maria, José. retábulo.

A Ermida de Jesus, Maria, José (Urzelina) é uma ermida Portuguesa, localizada na Urzelina, concelho de Velas.
Esta ermida de pequena dimensão apresenta uma construção em estilo barroco e data do Século XVIII, sendo no entanto que o ano exacto da sua construção é desconhecido.
Estudos indicam que a mesma foi construída pelos frades da Ordem dos Franciscanos. É sabido no entanto que esta mesma ermida foi reedificada no ano de 1722. Apresenta-se com uma construção muito sólida e dotada de cantarias de excelente qualidade. A frontaria da ermida é encimada por uma Cruz de Malta.
Esta ermida tem somente um altar onde sobressai um retábulo de grande interesse, elaborado em talha dourada e emoldurado por um arco pleno, apresentando este conjunto características semelhantes às encontradas na Igreja de Santa Bárbara das Manadas.